# Cristalografie de raze X

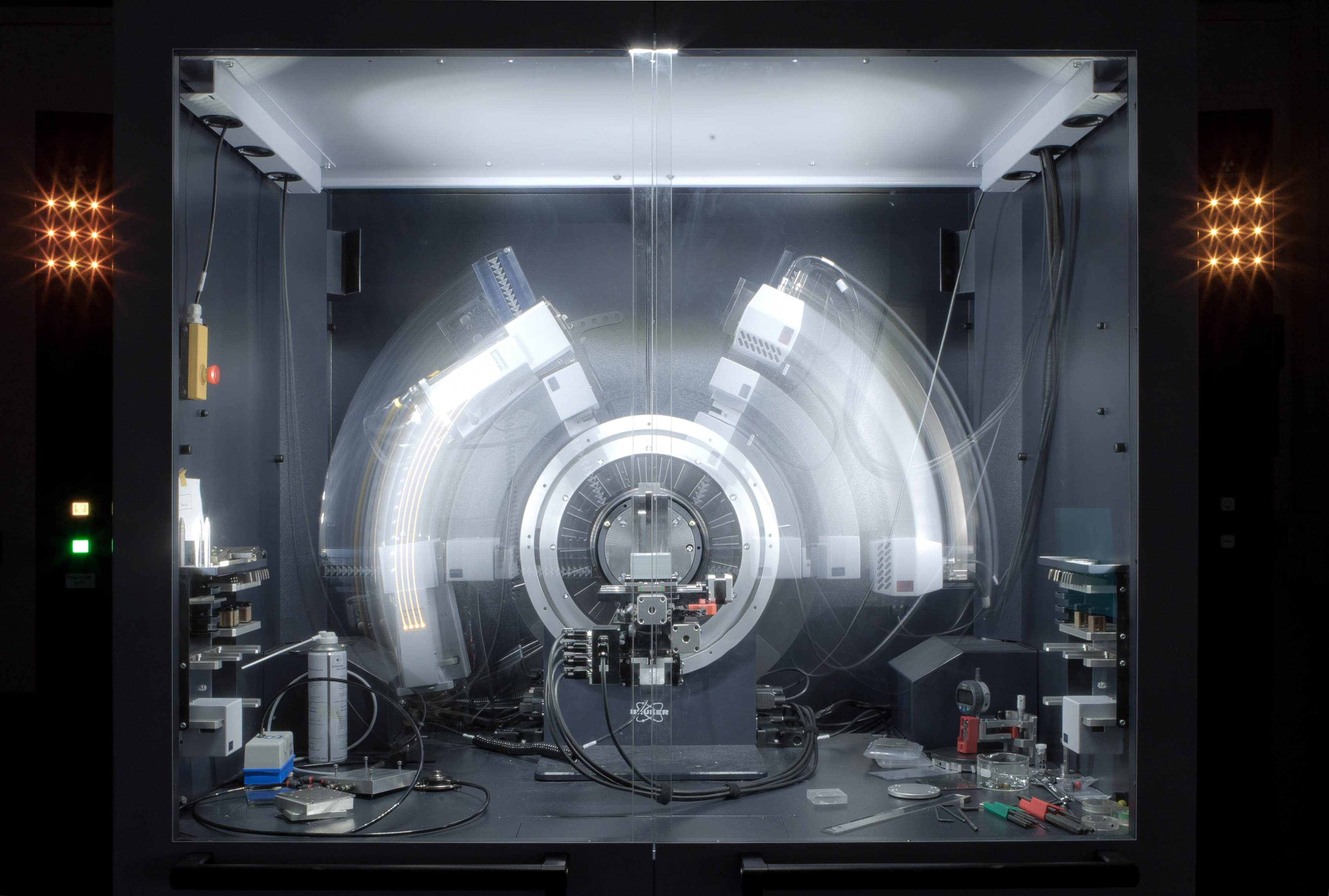
Un difractometru de raze X

Cristalografia de raze X este o tehnică cristalografică utilizată pentru determinarea structurii atomice și moleculare a unui cristal. La baza tehnicii se află ideea că structura cristalină cauzează fascicolul incident de raze X să se difracte în mai multe direcții specifice. Prin măsurarea unghiurilor și a intensităților acestor raze difractate, se poate obține o imagine tridimensională a densității electronice din cristalul respectiv. Se pot determina astfel pozițiile atomilor în cristal, tipurile de legături chimice și se pot deduce alte informații variate. Se utilizează in mineralogie, stiința materialelor, cataliză ba chiar si in istoria de arte si arheologie.